# Larinia jaysankari
Larinia jaysankari – gatunek pająka z rodziny krzyżakowatych.
Gatunek ten opisany został po raz pierwszy w 1984 roku przez Bijana Biswasa na łamach „Records of the Zoological Survey of India”. Jako miejsce typowe wskazano instytut badawczy w Krishnapuram w stanie Kerala w Indiach. Epitet gatunkowy nadano na cześć N.P. Jaysankara, który odłowił holotyp.
Pająk ten osiąga 14 mm długości ciała przy karapaksie długości 5,8 mm i szerokości 4,5 mm oraz opistosomie (odwłoku) długości 8,2 mm i szerokości 5,4 mm. Karapaks jest rudobrązowy, w przedniej części obficie, biało owłosiony. Część głowowa jest zwężona i mocno wyniesiona. Oczy pary przednio-bocznej leżą znacznie bardziej z tyłu niż przednio-środkowej, a tylno-bocznej nieco bardziej z tyłu niż tylno-środkowej. Oczy par środkowych rozmieszczone są na planie szerszego niż dłuższego, nieco węższego na przedzie trapezu. Przysadziste, czarniawobrązowe szczękoczułki mają trzy zęby na krawędziach wewnętrznych i pięć na zewnętrznych. Tak długie jak szerokie szczęki mają rudobrązowe zabarwienie. Tak długa jak szeroka warga dolna jest brązowawa z białym brzegiem dosiebnym. Sternum jest podługowato-sercowate z szpiczastym tyłem, biało owłosione. Odnóża są żółtawe. Opistosoma jest ochrowożółta, biało owłosiona. Płytka płciowa samicy ma duży trzonek z wklęśniętym wierzchołkiem.
Pajęczak orientalny, endemiczny dla Indii, znany ze stanów Kerala i Bengal Zachodni.